# سوق أبو ظبي العالمي
سوق أبوظبي العالمي ( ADGM ) هو مركز مالي عالمي في الإمارات ومنطقة حرة تقع في جزيرة الماريه في مدينة أبو ظبي. تأسس المركز المالي في عام 2013 وأصبح يعمل بكامل طاقته في أكتوبر 2015.
لديها ثلاث سلطات - منظم الخدمات المالية، ومكتب التسجيل، ومحاكم سوق أبو ظبي العالمي.
في يناير 2015، أعلن سوق أبوظبي العالمي عن إعادة تسمية الموقع الذي يقع مقره فيه من "ساحة الصوة" إلى "ساحة سوق أبوظبي العالمي".
في عام 2024 تم الإطلاق الرسمي للهوية المؤسسية الجديدة لأبوظبي العالمي، تحت شعار «للمستقبل نهج» وتم تجديد  شعاره الذي ما زال رمز «الشمس» يشكل العنصر الأساسي له مع تطويره وجعله يرمز أيضاً إلى النمو والتفاؤل.و استوحيت ملامح تصميم الشعار من أشكال وخطوط الخط العربي.
ينظم سوق أبوظبي العالمي تداول الأصول الرقمية وأصبح اختصاصًا قضائيًا جذابًا لشركات العملات المشفرة بعد أن أدخل تنظيم الأصول الرقمية في عام 2018. وفي نفس العام، انضم سوق أبوظبي العالمي إلى التحالف العالمي للمراكز المالية الدولية [الإنجليزية].

## انجازات سوق أبوظبي العالمي
- حقق أبوظبي العالمي (ADGM) نمواً متسارعاً حيث وصل عدد الشركات إلى أكثر من 2000 شركة، من بينها 231 شركة للخدمات المالية، ويعد المركز المالي الدولي، الوحيد على مستوى منطقة الشرق الأوسط وشمال أفريقيا الذي يعتمد على التطبيق المباشر لقانون العموم الإنجليزي.[7]

- في عام 2023 قام سوق أبوظبي العالمي بتوسيع نطاقه الجغرافي بنحو عشرة أضعاف ليشمل جزيرة الريم ليرتفع حجم المساحة الجغرافية للسوق إلى حوالي 14,377,750.8 أمتار مربعة، أي قرابة 10 أضعاف ما كان عليه[8]
- في عام 2024 شهد سوق أبوظبي العالمي (ADGM) زيادة بنسبة 226% في حجم الأصول تحت الإدارة بحلول نهاية الربع الثالث 2024 مقارنة بالربع الثالث 2023 كما سجل خلال الربع الثاني من العام 2024 نمواً بنسبة 6.6% في حجم الناتج المحلي غير النفطي. وشهد السوق ارتفاعاً بنسبة 33% في عدد التراخيص الجديدة للشركات[9]
- انضمت شركات: «بي جي آي أم»، «نوفين» «إليسيوم مانجمنت»،  «ستونبيك» و شركة «جيمكورب كابيتال».إلى سوق أبوظبي العالمي علماً أن «بي جي آي أم» هي شركة إدارة أصول أمريكية بمحفظة استثمارية بقيمة 1.33 تريليون دولار، فيما يبلغ حجم الأصول تحت الإدارة التي تديرها «نوفين» 1.2 تريليون دولار. [10]

## الاستدامة والاستثمار المسؤول
في عام 2019، أسس سوق أبوظبي العالمي مجموعة عمل التمويل المستدام في دولة الإمارات والتي تتألف من الجهات التنظيمية في الدولة والوزارات الاتحادية والبورصات، ويقود  جهود «إعلان أبوظبي للتمويل المستدام» وفي عام 2022، تم إطلاق أول بورصة منظمة وطوعية في العالم لتداول أرصدة الكربون في أبوظبي (AirCarbon Exchange)

## روابط خارجية
- Abu Dhabi Global Market (ADGM) – MSATC